# Faizabad
Faizabad (in persiano فیض‌آباد‎, Fayżābād) è una suddivisione dell'India, classificata come municipal board, di 144.924 abitanti, capoluogo del distretto di Faizabad e della divisione di Faizabad, nello stato federato dell'Uttar Pradesh. In base al numero di abitanti la città rientra nella classe I (da 100.000 persone in su).

## Geografia fisica
La città è situata a 26° 46' 60 N e 82° 7' 60 E e ha un'altitudine di 96 m s.l.m..

## Società

### Evoluzione demografica
Al censimento del 2001 la popolazione di Faizabad assommava a 144 924 persone, delle quali 76 078 maschi e 68 846 femmine. I bambini di età inferiore o uguale ai sei anni assommavano a 17 605, dei quali 9 220 maschi e 8 385 femmine. Infine, coloro che erano in grado di saper almeno leggere e scrivere erano 103 584, dei quali 57 687 maschi e 45 897 femmine.